# Moulin-Mage
Moulin-Mage é uma comuna francesa na região administrativa de Occitânia, no departamento de Tarn. Estende-se por uma área de 15,06 km². Em 2010 a comuna tinha 321 habitantes (densidade: 21,3 hab./km²).

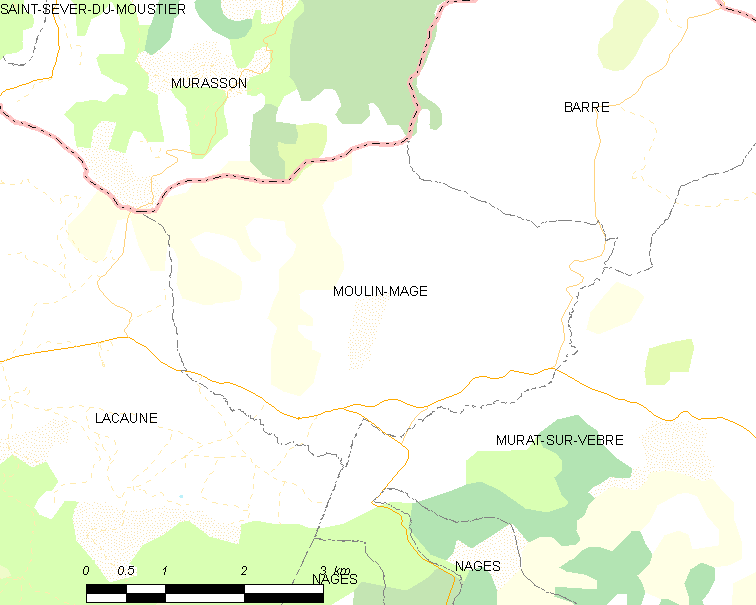
Mapa